# Служон
Служон (каз. Служон) — село в Баянаульском районе Павлодарской области Казахстана. Входит в состав Шоптыкольского сельского округа. Код КАТО — 553665500.

## Население
По данным 1999 года, в селе не было постоянного населения. По данным переписи 2009 года, в селе проживал 281 человек (137 мужчин и 144 женщины).